# 若っ人ランド
『若っ人ランド』（Wakatto Land、わかっとランド）は、1987年4月3日からテレビ熊本(TKU)で毎週土曜日16:30- 17:25（JST）に放送されている若者向けのローカル情報番組である。

## 概要
- 放送スタートから2017年で30年を迎えたTKU最大の長寿番組である。幾度の変遷を経て、今日まで若者に絶大なる支持を得ている。
- 番組スタート当初は、2つの高校から各10人程度ずつ生徒が参加してクイズやゲームで対戦し総合点を競うスタイルで、県下高校生の高い支持を集めた。
- 当初のタイトル表記は「わかっとランド」だった。
- 現在は土曜日の午後4時30分からの放送だが、放送日の番組編成によっては放送開始時刻が通常より30分又は1時間繰り上がることもある。また、放送開始から最初の半年間は深夜に放送され、のちに夕方5時に変更された。一時期は日曜日の正午から放送されていたこともある。
- 1999年 - 2001年度にかけて「若っ人ランド-school days-」のタイトルで熊本県内の高校を回ってその学校や生徒、学校行事などを紹介していたこともある。また、高校生リポーターも存在していたため、中高生に大人気であった。
- 番組タイトルは、この番組が若者向けであること、また「分かってないだろ?」という意味の熊本弁「分かっとらんど?」に由来する。
- CS放送の歌謡ポップスチャンネルでも「インターローカルアワー」として無料放送されているため、全国でも観ることが出来る。
- 毎週土曜日の深夜に、当日夕方に放送された番組を再放送している。
- 2020年6月には公式YouTubeチャンネル『若Tube』を開設。番宣スポットや学校自慢等のオンエア映像を公開している。

### 2008年春
2008年4月5日より、ハイビジョンでの放送（地上デジタル放送のみ）となった（ただし取材VTRは、ピラーボックス形式となっている）。また、熊本在住の若手お笑いコンビ「風犬ナンジャ」が番組レギュラーに加わったほか、番組の進行役にTKUアナウンサーの後藤祐太を起用した。

### 2009年春改編
2009年春で放送23年目を迎えるにあたり、これを機に原点回帰しようということで、同年4月4日放送より番組内容を大幅にリニューアル。本番組のターゲット層である熊本の高校生を応援する番組に生まれ変わった。また、これに伴い高村と緒方以外の番組出演者は2009年3月いっぱいで卒業し、番組で実施したリポーターオーディションで選ばれた4名のリポーターが番組レギュラーとして新たに加わった。
タイトルロゴも変更されることになったが、リニューアル時点で新しいロゴがまだ決定しておらず、公募で決めることになった。そのため決定までの間、仮タイトルが表示されていたが、2009年5月9日放送で新しいロゴがお披露目された。ロゴは初めて英語表記になった。また、スタジオのセットもリニューアルされた。

### 2010年春改編
放送時間が16:30〜17:25に変更。また、2009年春から加わった4名のうち田代彩華のみ出演を継続するとともに、新たに高橋久美子を番組レギュラーに起用した。さらに進行役としてTKUアナウンサーの後藤祐太が復帰した。

### 2012年春改編
後藤、高橋の両名が卒業。新たにリポーターオーディションで選ばれた城戸貴宏、林田雪菜の両名が番組に加わった。

### 2012年秋改編
放送時間が16:00〜16:55に変更。

### 2019年春改編
放送時間が16:30〜17:25に変更。

### 2020年春改編
大幅リニューアル。スタジオパートがクロマキー合成に。公式サイトも刷新。

### 2024年春改編
Leolaがレギュラーとなり、スタジオ収録が復活。

## 出演者

### MC（リポーター兼任）
- 高村公平（1999年4月 - ）
- 緒方由美（1999年4月 - ） - 2018年度は出産に伴い一時降板
- Leola（2024年4月 - ）
- 杉水幸綺乃（2020年4月 - ）
- ヒカル（2023年4月 - ）
- ちんねん（2015年10月 - ）
- 若ちゃん (2020年4月 - )

### ナレーション
- 上田アニ

### 過去の出演者
- 江越哲也（1987年 - ?、初代MC）
- 小門容子
- 塚原まきこ（番組初期に出演[注 1][2]、少なくとも1991年3月までには降板[注 2]）
- コンバット満
- 博多華丸・大吉（鶴屋華丸・亀屋大吉名義で出演）
- 中島ヒロト
- 荒木恒竹（TKUアナウンサー、故人）
- 松山京子
- 黒木よしひろ
- Masayan
- 太田弘樹
- 池谷幸雄 - 熊本での世界男子ハンドボール選手権開催を記念して、池谷率いる若っ人チームが県内の高校、大学、社会人のチームやオムロンピンディーズを相手に試合をしていた。
- 宮川真美（1999年 - 2002年）
- 森田安希子（1999年 - 2002年）
- 藤本愛英（高校生リポーターとして出演。後にTKUの契約アナとなったが、結婚の為退社。）
- 井後真奈美（元TKUアナウンサー）
- 熊本竜太（旧:hugh、記者を経て現在TKUアナウンサー。2002年 - 2008年3月22日）
- 吉谷あゆ（2004年 - ?）
- 片山リナ（2006年4月 - 2009年3月）
- 僕道1号(2006年6月頃？ゲストとして)
- 村上めぐみ（2007年5月 - 2009年3月）
- 風犬ナンジャ（2008年4月 - 2009年3月）
- 甲斐麻友子（2009年4月 - 2010年3月）
- マッコイ本田（2009年4月 - 2010年3月）
- 渡辺大輔（2009年4月 - 2010年3月）
- 田代彩華（2009年4月 - 2015年9月26日）
- 高橋久美子（2010年4月 - 2012年3月）
- 城戸貴宏（2012年4月 - 2015年3月）
- 林田雪菜（2012年4月 - 2020年3月）
- 後藤祐太（TKUアナウンサー。2008年4月 - 2009年3月、2010年4月 - 2012年3月、2015年10月 - 2020年3月）
- 常盤よしこ（2018年4月 - 2020年3月）
- 中原理菜（TKUアナウンサー）（? - 2020年3月）
- 山崎香佳（高校時代に若っ人研究生として出演。2020年4月以降は毎日放送アナウンサー）
- 倉野尾成美（AKB48 Team8。2015年 - 2020年3月 月1回）
- A.B.C-Z（2020年11月28日 - 2024年度） -  A.B.C-Zがレギュラー出演するきっかけとなったのは、2020年10月に塚田がゲストとしてリモート出演したことである。令和2年7月豪雨で甚大な被害を受けた人吉市の映像を見て心を動かされ、翌月より番組レギュラーとして出演。『若っ人ランド』の出演をきっかけに、2021年4月から冠番組『あっぱれ!A.B.C-Z』にも出演している（毎月1回放送）[3][4][5]。
  - 橋本良亮
  - 戸塚祥太
  - 五関晃一
  - 塚田僚一
- 河合郁人（当時A.B.C-Z）（2020年11月28日 - 2023年12月）

## 放送時間
（以下、JST）

### 地上波
- 1987.10 - 2001.3 毎週土曜日17:00 - 17:55
- 2001.4.7 - 2008.9.27 毎週土曜日16:30 - 17:25[注 3]
- 2008.10.4 - 2010.3.20 毎週土曜日16:00 - 16:55
- 2010.4.3 - 2012.9.29 毎週土曜日16:30 - 17:25
- 2012.10.6 - 2019.3.30　毎週土曜日16:00 - 16:55
- 2019.4.6 - 現在　毎週土曜日16:30 - 17:25

※年末年始特番や臨時の報道特番、オリンピックなどのスポーツ中継時は休止、あるいは放送時間変更になる場合がある。

### 地上波再放送
毎週日曜日 02:00 - 02:55 （本放送がある土曜日の深夜26:00 - 26:55）

### CS（3週遅れ）
※CSでのオンエア時は画面上部に「この番組は熊本地区で〇月〇日（年を越えた場合は〇年〇月〇日）に放送されたものです」のテロップが表示される。2023年4月よりA.B.C-Zメンバー出演回が放送されなくなり、（インターローカルアワーのHPには「〇/〇（テレビ熊本〇/〇OA）は権利上放送不可となります。」と記載がなされる）代わりにテレビ熊本制作の『寛平ちゃんのぶらり旅 熊本がいいーの』の放送に充てられた。また、A.B.C-Zメンバーが出演しない回（生放送スペシャルなど）であっても休止になる場合がある。
- ? - 2016.8.28　 ホームドラマチャンネル 毎週日曜12:30 - 13:20
- 2016.9.6 - 現在　歌謡ポップスチャンネル 毎週土曜7:00 - 8:00

## テーマ曲
- RUSH! - Hysteric Blue（1999年4月 - 2002年3月）
- I Fought the Law - The Clash（? - 2009年3月）
- Lust For Life - Iggy Pop（2009年4月 - 2010年3月）
- Mr.People - ONE☆HUNDRED with Wakatto girls（2010年4月 - 2020年4月）
- Lucky Strike - Maroon 5 (2020年4月 - 現在)

## 主な企画

### 現在
- 若っ人ドリーマー
- 高村フィッシング倶楽部
- HPJ（ホットプレートジャーニー）
- 緒方キャンプ
- 滝ハンター
- 若ちゃんシネマ

　ほか

### 過去
- オシャレ野郎を探せ!

下通を歩いている男女の服装をチェックするコーナー。
- THE 熊本人検証! KUMAMOTO PEOPLE INSPECTION

熊本人が日頃気付いていない、熊本独特の特徴や習性・謎等を紹介し、その詳細を徹底検証する。
- 熊本弁検定!「KUMAMOTO BEN KENTEI」

色んな世代の熊本人に熊本弁をクイズ形式で出題し、その意味を答えられるかを試す企画。
- THE 学校自慢
- クマモト美男美女図鑑
- 若人刑事 DETECTIVE WAKATTO

「あなたの疑問はなんですか?（What do you want to know?）」そんな時この男があなたに代わって調査します。
- シネランド

映画評論家の園村昌弘が登場する、月に1回の映画紹介のコーナー。
- ガチワンファイト!
- ご当地自慢～編
- なんかハイヨ!! Give Me Something!
- イチオシアイテム☆ マストバイ!!
- いまどきの若っ人
- 飛び出せ!若っ人就職課
- ブカツの星
- 街あるきの達人
- 学校自慢
- 渡る世間は食べざかり
- 見てみたいシリーズ
- ウチのオススメ教えます。熊本の観光課長
- 熊本・観光文化検定 合格への道
- まちなかNEWショップ
- どっちのおでかけDEショー
- クイズどこ高校出身
- 若っ人の魔法
- 教えて!美男美女
- モアカッティング
- 若っ人イチ押シネマ
- 若Tube 学校自慢をしてみた
- A.B.C-Zが熊本にやってきた！
- いいね！サイコロのたび
- 美女数珠つなぎ